# Uniwersytet Walijski
Uniwersytet Walijski (ang. University of Wales, wal. Prifysgol Cymru) – brytyjski uniwersytet w Cardiff w Walii.

## Historia
Uniwersytet Walijski został założony w 1983 roku jako rządowy uniwersytet złożony z trzech kolegiów: University College Wales (obecnie Uniwersytet w Aberystwyth), North Wales University College (obecnie Bangor University) oraz University College South Wales and Monmouthshire (obecnie Cardiff University).
W 2011 organy Swansea Metropolitan University i University of Wales, Trinity Saint David zobowiązały się do połączenia z Uniwersytetem Walijskim pod University of Wales: Trinity Saint David z 1828.

## Jednostki administracyjne
| Zdjęcie | College                                  | Data założenia | Studenci | Studenci podyplomowi | Miejsce               | Vice-kanclerz           |
| ------- | ---------------------------------------- | -------------- | -------- | -------------------- | --------------------- | ----------------------- |
|         | Uniwersytet w Aberystwyth                | 1872           | 8 450    | 2 570                | Aberystwyth           | Prof. April McMahon     |
|         | Bangor University                        | 1884           | 9 500    |                      | Bangor                | Prof. John G. Hughes    |
|         | Wrexham University                       | 2008           | 7 695    |                      | Wrexham               | Prof. Michael Scott     |
|         | University of Wales, Newport             | 1841           | 7 525    | 1 850                | Newport               | Dr Peter Noyes          |
|         | Cardiff University                       | 1883           | 21 800   |                      | Cardiff               | Prof. Colin Riordan     |
|         | Uniwersytet w Swansea                    | 1920           |          |                      | Swansea               | Prof. Richard B. Davies |
|         | University of Wales, Trinity Saint David | 2010           |          |                      | Lampeter i Carmarthen | Dr Medwin Hughes        |

We wrześniu 2007 roku trzy uniwersytety zgłosiły wniosek o możliwość nadawania przez siebie stopni naukowych, zamiast stopni Uniwersytetu Walijskiego. Obecnie Uniwersytet w Aberystwyth, Uniwersytet w Bangorze oraz Uniwersytet w Swansea przyznają niezależnie stopnie naukowe.